# Tao Yuanming
Tao Yuanming (ur. 365, zm. 427) – chiński poeta, prekursor poezji ludowej.
Urodził się w Jiujiang w Jiangxi w rodzinie urzędniczej. Mimo znakomitego pochodzenia i wykształcenia zrezygnował z kariery urzędniczej i zamieszkał na wsi w górach Lushan, utrzymując się z pracy na roli.
Tematyka jego utworów, opisujących wiejskie życie i pracę na roli, była w ówczesnym czasie bardzo nowatorska. Nowa forma poetycka wywarła duży wpływ na poezję okresu Tang. Tao Yuanming pozostawił po sobie także kilka krótkich utworów prozaicznych o tematyce filozoficznej.